# Debye-model

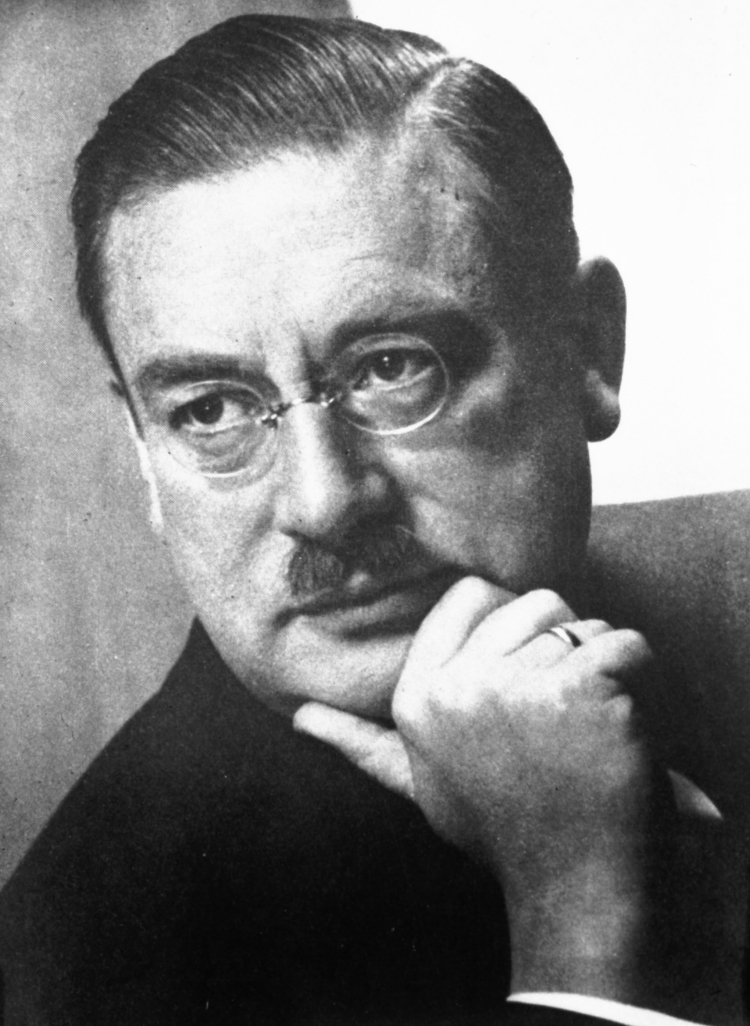
Peter Debye

Het debye-model is een natuurkundig model dat de warmtecapaciteit van vaste stoffen relateert aan trillingen die zich voortbewegen door die stof. Het model afkomstig uit de statistische fysica en de vastestoffysica, en is in 1912 ontwikkeld door Peter Debye. Vóór het debye-model was het einstein-model de beste benadering van het gedrag van de warmtecapaciteit van vaste stoffen. Probleem was echter dat dit model het experimenteel bevonden gedrag van de warmtecapaciteit niet goed beschreef bij lage temperaturen. Peter Debye bedacht een model dat de warmtecapaciteit van vaste stoffen beter benadert bij lagere temperatuur. Debye behandelt de trillingen in een vaste stof als oscillaties in een atoomrooster (fonons), waar het einstein-model de trillingen behandelt als een veelheid van onderling niet-wisselwerkende kwantum-harmonische oscillatoren. Het debye-model voor fonons in een atoomrooster is vergelijkbaar met het model dat Max Planck gebruikt voor de frequentie van door een zwarte straler uitgezonden elektromagnetische straling (de Wet van Planck).

Animatie van fonon in diamant kristalstructuur

## Afleiding
Een belangrijke realisatie van Peter Debye is dat de oscillaties van atomen in een atoomrooster hetzelfde zijn als geluid. De aanname die gedaan wordt bij het afleiden van het debye-model is dan ook dat de snelheid waarmee fononen zich door een vaste stof voortplanten gelijk is aan de geluidssnelheid. De dispersierelatie die Debye gebruikt, wordt gegeven door
{\displaystyle \omega =vk},
waarbij {\displaystyle \omega } de frequentie van de golf is, {\displaystyle v} de geluidssnelheid en {\displaystyle k} het golfgetal. De toestandsdichtheid van trillingen in een atoomrooster wordt dan gegeven door
{\displaystyle D(\omega )={V\omega ^{2} \over 2\pi ^{2}v^{3}}}
De thermische energie in het atoomrooster wordt gegeven door
{\displaystyle U=\int _{0}^{\infty }D(\omega ){\hbar \omega  \over e^{\hbar \omega \beta }-1}\,\mathrm {d} \omega },
waarbij {\displaystyle \beta \equiv {1 \over k_{B}T}}, en {\displaystyle k_{B}} de boltzmannconstante is.
Invullen van de bekende uitdrukking voor de toestandsdichtheid {\displaystyle D(\omega )} in de uitdrukking voor de thermische energie {\displaystyle U} geeft vervolgens
{\displaystyle U={\frac {3V\hbar }{2\pi ^{2}v^{3}}}\int _{0}^{\infty }{\frac {\omega ^{3}}{e^{\hbar \omega \beta }-1}}\,\mathrm {d} \omega }
Het inzicht van Debye is nu dat de bovengrens van deze integraal niet op oneindig kan liggen, omdat volgens de Wet van Dulong en Petit voor de warmtecapaciteit moet gelden dat deze voor extreem hoge temperatuur naar {\displaystyle 3k_{B}N} neigt, en dat is voor deze integraal met oneindig als bovengrens niet het geval. De stelling dat de bovengrens van deze integraal eindig is, is ook precies het punt waarop de berekening van Debye voor fonons in een vaste stof verschilt van de berekening die Planck deed voor fotonen afkomstig van zwarte stralers. Omdat we over de frequentie integreren is het zo dat de eindige bovengrens aangeeft dat er een eindige frequentie moet zijn voor de fonons, waar dat in het geval van fotonen niet zo is.
Voor een atoomrooster bestaande uit {\displaystyle N} eenheidscellen blijkt dus te gelden dat er een bepaalde maximale frequentie is, genaamd de debye-frequentie, waarboven geen nieuwe toestanden meer bestaan (ofwel: toestanden boven deze frequentie voegen niets toe aan de energie). Het bestaan van deze maximale frequentie is te begrijpen aan de hand van het idee dat de minimale golflengte die een fonon moet hebben gelijk is aan twee maal de afstand tussen atomen in een atoomrooster. Tussen de atomen in een atoomrooster is namelijk niets aanwezig dat kan oscilleren. Stel dat we een driedimensionaal kubusvormig atoomrooster hebben bestaande uit {\displaystyle N} atomen. Dan moet het zo zijn dat er op één rand van de kubus {\displaystyle N^{\frac {1}{3}}} atomen aanwezig zijn. Dat leidt tot een minimale golflengte van
{\displaystyle \lambda _{min}={\frac {2L}{N^{1/3}}}},
waarbij {\displaystyle L} de lengte van de kubus is.
Een minimale golflengte gaat zoals voorheen gesteld gepaard met een maximale frequentie. Deze maximale frequentie wordt gegeven door
{\displaystyle \omega _{D}=\left({6\pi ^{2}v^{3}N \over V}\right)^{1 \over 3}}
Een maximale frequentie heeft tot gevolg dat er ook een maximale waarde van k moet zijn, omdat geldt dat {\displaystyle k={\omega  \over v}} en we hebben {\displaystyle v} constant genomen. Deze maximale waarde wordt gegeven door
{\displaystyle k_{D}={\omega _{D} \over v}=\left({6\pi ^{2}N \over V}\right)^{1/3}}
De nieuwe uitdrukking voor de thermische energie wordt dus
{\displaystyle U={\frac {3V\hbar }{2\pi ^{2}v^{3}}}\int _{0}^{\omega _{D}}{\frac {\omega ^{3}}{e^{\hbar \omega \beta }-1}}\,\mathrm {d} \omega }

### Benadering bij hoge temperatuur
Voor hoge temperaturen wordt de warmtecapaciteit bepaald door de afgeleide naar de temperatuur te nemen van de voorheen bepaalde uitdrukking voor de thermische energie:
{\displaystyle C_{V}={\partial U \over \partial T}={3V\hbar ^{2} \over 2\pi ^{2}v^{3}k_{B}T^{2}}\int _{0}^{\omega _{D}}{\omega ^{4}e^{\hbar \omega \beta } \over (e^{\hbar \omega \beta }-1)^{2}}\,\mathrm {d} \omega }
Als we de substitutie {\displaystyle x=\hbar \omega \beta } toepassen en de debye-temperatuur definiëren als
{\displaystyle \theta ={\hbar v \over k_{B}}\left({6\pi ^{2}N \over V}\right)^{1 \over 3}},
krijgen we voor de warmtecapaciteit
{\displaystyle C_{V}=9Nk_{B}\left({T \over \theta }\right)^{3}\int _{0}^{x_{D}}{x^{4}e^{x} \over (e^{x}-1)^{2}}\,\mathrm {d} x}
Voor {\displaystyle T\gg \theta } geldt dat de warmtecapaciteit de waarde {\displaystyle 3Nk_{B}} benadert en daarmee voldoet aan de wet van Dulong en Petit.

### Benadering bij lage temperatuur

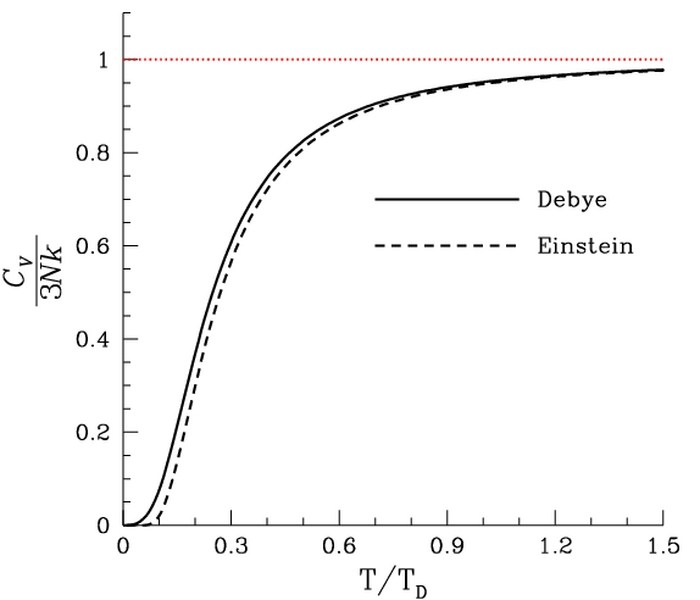
Debye en Einstein. Voorspelde warmtecapaciteit als functie van de temperatuur.

De voornaamste verbetering van het debye-model ten opzichte van het einstein-model is de benadering die mogelijk is bij zeer lage temperaturen. Bij lage temperaturen kunnen we de eerder gegeven uitdrukking voor de thermische energie benaderen voordat we deze afleiden. We mogen de bovengrens {\displaystyle \omega _{D}} naar oneindig laten gaan, zodat de integraal die in de uitdrukking voorkomt convergeert. We gebruiken dezelfde definitie voor de debye-temperatuur {\displaystyle \theta } en doen weer dezelfde substitutie {\displaystyle x\equiv \hbar \omega \beta } en krijgen
{\displaystyle U=\int _{0}^{\omega _{D}}{V\omega ^{2} \over 2\pi ^{2}v^{3}}{\hbar \omega  \over e^{\hbar \omega \beta }-1}\,\mathrm {d} \omega \approx 9Nk_{B}T\left({\frac {T}{\theta }}\right)^{3}\int _{0}^{\infty }{\frac {x^{3}}{e^{x}-1}}\,\mathrm {d} x},
waarbij de integraal convergeert naar
{\displaystyle \int _{0}^{\infty }{x^{3} \over e^{x}-1}\,\mathrm {d} x={\frac {\pi ^{4}}{15}}}
Afleiden naar T van deze uitdrukking geeft de warmtecapaciteit bij lage temperaturen:
{\displaystyle C_{V}\approx {\frac {12\pi ^{4}}{5}}Nk_{B}\left({\frac {T}{\theta }}\right)^{3}}
De {\displaystyle T^{3}}-afhankelijkheid van deze warmtecapaciteit bij lage temperaturen komt veel beter overeen met wat uit experimenten is gebleken dan het einstein-model.

## Debye-temperatuur
Omdat de debye-temperatuur wordt gegeven door
{\displaystyle \theta ={\hbar v \over k_{B}}\left({6\pi ^{2}N \over V}\right)^{1 \over 3}={\frac {\hbar \omega _{D}}{k_{B}}}}
en daarom lineair verwant is aan de maximale frequentie voor vrije trillingswijzen in de kristalstructuur, geeft de debye-temperatuur de hoogste temperatuur die bereikt kan worden door een enkele oscillatie. Hieronder een tabel met de debye-temperaturen van verschillende herkenbare elementen:
| element  | Temperatuur (Kelvin) |
| -------- | -------------------- |
| Koolstof | 2230                 |
| Neon     | 75                   |
| Calcium  | 230                  |
| Titanium | 420                  |
| Chroom   | 630                  |
| IJzer    | 470                  |
| Zink     | 327                  |
| Zilver   | 225                  |
| Tin      | 200                  |
| Goud     | 165                  |

## Tekortkomingen van het debye-model[7]
- Het invoeren van een maximale frequentie lijkt erg ad hoc; Het komt over als een succesvolle gok;
- Bekend is dat wanneer de frequentie hoog genoeg wordt, de aanname dat de voortplantingssnelheid gelijk is aan de geluidssnelheid niet meer geldt. Vanaf dit soort frequenties moeten andere modellen in acht genomen worden;
- De dispersierelatie {\displaystyle \omega =vk} is voor sommige vaste stoffen in zijn geheel te triviaal. Er zijn vaste stoffen die bijvoorbeeld uit meerdere soorten atomen bestaan die beschreven dienen te worden met een veel complexere dispersierelatie.
- Het debye-model komt erg goed overeen met metingen op hoge en lage temperatuur, maar blijkt minder accuraat te zijn op het gebied van gemiddelde temperaturen;
- Bekend is dat de warmtecapaciteit van metalen naast de {\displaystyle T^{3}}-afhankelijke term, ook een {\displaystyle T}-afhankelijke term bevat. Het debye-model houdt hier geen rekening mee.

## Voorbeeld van aanpassing op het debye-model
Het is duidelijk dat het debye-model een goede benadering geeft voor de warmtecapaciteit van materialen gebaseerd op fonons die zich voortbewegen door de kristalstructuur van het materiaal, maar zoals hierboven genoemd zijn er een aantal mankementen. Een van die mankementen is de aanname dat de dispersierelatie die in de kristalstructuur van vaste stoffen geldt gegeven wordt door {\displaystyle \omega =vk}. Deze dispersierelatie neemt interactie met naaste buren niet in acht. Een betere dispersierelatie wordt bijvoorbeeld gegeven door de atomen voor te stellen als een ketting van atomen met massa {\displaystyle m} met tussen alle atomen een veer met veerconstante {\displaystyle K}. We krijgen dan de differentiaalvergelijking
{\displaystyle m{\ddot {x}}_{n}=K(x_{n+1}-x_{n})-K(x_{n}-x_{n-1})=K(x_{n+1}-2x_{n}+x_{n-1})},
waarbij {\displaystyle x_{n}} de positie aangeeft van het deeltje dat we in acht nemen en {\displaystyle K} de veerconstante is van de veren tussen de atomen. Door de vorm van de differentiaalvergelijking nemen we aan dat de oplossing een golfvergelijking moet zijn, dus de aanname is
{\displaystyle x_{n}=e^{i(kna-\omega t)}}
Invullen in de differentiaalvergelijking levert
{\displaystyle -m\omega ^{2}=K(e^{ika}-2+e^{-ika})},
wat uiteindelijk te versimpelen is tot
{\displaystyle \omega =\left({\frac {4K}{m}}\right)^{\frac {1}{2}}|\sin(ka/2)|}.
In de limiet voor lange golflengten geldt {\displaystyle ka\to 0} en dat betekent dat wanneer we de kleine-hoekbenadering {\displaystyle \sin \theta \approx \theta } gebruiken, volgt dat {\displaystyle \omega \to vk} met {\displaystyle v=a(K/m)^{\frac {1}{2}}} de geluidssnelheid.
Deze dispersierelatie geeft in de limiet van lange golflengtes dus precies de dispersierelatie die Peter Debye gebruikte voor zijn model.